# قرة تشاه
قرة تشاه (بالفارسية: قره چاه) هي قرية تقع في قسم صفي آباد الريفي (مقاطعة إسفراين) في إيران. يقدر عدد سكانها بـ 351 نسمة بحسب إحصاء 2016.